# Karan Aujla
Karan Aujla (nacido el 18 de enero de 1997) es un cantante, letrista y rapero indio conocido por su trabajo en la música punjabi. Es mejor conocido por las canciones "Don't Look", "Chitta Kurta", "Don't Worry", "Hint" y "Sheikh". Diez de sus singles como artista principal han aparecido en la lista asiática del Reino Unido por Official Charts Company, mientras que cuatro han aparecido en la lista global de música de YouTube.
Aclamado en Ghurala, Aujla comenzó su carrera escribiendo letras para "Range" de Jassi Gill, de su álbum Replay. Luego emigró a Canadá y escribió letras para varios otros artistas, incluidos Deep Jandu y Elly Mangat. En 2016, lanzó su canción debut "Property of Punjab" como artista principal, y comenzó a aparecer como artista invitado en las canciones. Llegó al centro de atención con sus canciones como "Yaarian Ch Fikk", "Unity", "Alcohol 2" y "Lafaafe"; posteriormente alcanzó popularidad en el 2018 con "Don't Worry", su primera canción en ingresar a la lista asiática del Reino Unido. En 2020, sus singles "Jhanjar" y "Red Eyes" entraron en el top 10 de la lista.

## Vida temprana
Aujla proviene de Ghurala, Punyab. Nació el 18 de enero de 1997 de padre Balwinder Singh Aujla y madre Rajinder Kaur. Sus padres murieron cuando él tenía nueve años. Fue criado por sus hermanas y tío después de la muerte de sus padres. A partir de entonces comenzó a escribir canciones. Mientras estudiaba en el noveno estándar, Aujla conoció a Jassi Gill en una ceremonia de matrimonio y le ofreció la letra de la canción Range, que Gill cantó y se hizo popular. Aujla recibió su residencia permanente en Canadá y emigró allí. Hizo sus estudios de secundaria en Burnaby, Canadá. Además, trabajó a tiempo parcial como estibador en Surrey, Columbia Británica. Su canción debut "Cell Phone" con Mac Benipal fue lanzada en 2014, fue un fracaso comercial y solo tuvo unos pocos miles de visitas. En Canadá, comenzó a trabajar con Deep Jandu en su estudio en Toronto.